# مايلز باتريك
مايلز باتريك (19 نوفمبر 1954 بماكون في الولايات المتحدة - ) (بالإنجليزية: Myles Patrick)‏ هو لاعب كرة سلة أمريكي في مركز هجوم صغير الجسم. لعب مع لوس أنجلوس ليكرز.

## وصلات خارجية
- مايلز باتريك على موقع إن بي أي (الإنجليزية)
- مايلز باتريك على موقع سبورتس رفرنس (الإنجليزية)
- مايلز باتريك على موقع كلية كرة السلة في سبورتس رفرنس.كوم (الإنجليزية)
- مايلز باتريك على موقع ريلجم (الإنجليزية)
- مايلز باتريك على موقع بروبوليرز (الإنجليزية)